# رينالدو راما
رينالدو راما (بالألبانية: Renaldo Rama‏) (27 يناير 1990 بتيبلين في ألبانيا - ) هو لاعب كرة قدم ألباني في مركز الهجوم. شارك مع منتخب ألبانيا تحت 21 سنة لكرة القدم. أما مع النوادي، فقد لعب مع أيك أثينا ونادي كوبلنتس ونادي كوكسي وFK Apolonia Fier ‏ وFC Gramozi ‏ وFostiras F.C. ‏ وKF Besa Kavajë ‏.

## وصلات خارجية
- رينالدو راما على موقع قاعدة بيانات كرة القدم.إي يو (الإنجليزية)
- رينالدو راما على موقع Soccerway.com (الإنجليزية)
- رينالدو راما على موقع عالم كرة القدم.نت (الإنجليزية)